# 乙偶姻
乙偶姻（英語：Acetoin），又稱3-羟基丁酮或乙酰甲基甲醇，是一種有機化合物，化学式为CH3CHOHCOCH3。它是一種無色液体，带有令人愉悦的黄油气味。它是一種手性分子。细菌產生的形式是(R)-乙偶姻。

## 細菌生產
乙偶姻是一種中性的四碳分子，被許多發酵細菌用作外部能量儲存。它由α-乙酰乳酸脫羧產生，α-乙酰乳酸是支鏈胺基酸生物合成中的常見前體。由於其中性性質，在指數生長過程中乙偶姻的產生和排泄可防止細胞質和周圍介質過度酸化，而酸性代謝產物（例如乙酸和檸檬酸）的積累會導致過度酸化。一旦優質碳源耗盡，培養物進入穩定期，可以使用乙偶姻來維持培養物密度。乙偶姻轉化為乙酰輔酶A由乙偶姻脫氫酶複合物催化，其機制與丙酮酸脫氫酶複合物大體相似，然而由於乙偶姻不是2-氧代酸，因此它不會被E1酶脫羧，相反會釋放一個乙醛分子。在一些細菌中，乙偶姻也可以被乙偶姻還原酶/2,3-丁二醇脫氫酶還原為2,3-丁二醇。
福格斯-普里斯考尔试验是乙偶姻生产中常用的微生物测试。

## 用途

### 食品添加劑
乙偶姻和丁二酮是其中赋予黄油特有风味的化合物。因此部分氢化油的制造商通常会在最终产品中添加這些香料（以及用于黄色的β-胡萝卜素）。
在蘋果、優格、蘆筍、黑醋栗、黑莓、小麥、青花菜、抱子甘藍、哈密瓜和楓糖漿中都含有乙偶姻。
乙偶姻可用作食品调味剂（在烘焙食品中）和香料。

### 電子菸
乙偶姻用於電子菸的菸油中，以賦予黄油或焦糖味。